# Oxyopes baccatus
Oxyopes baccatus är en spindelart som beskrevs av Simon 1897. Oxyopes baccatus ingår i släktet Oxyopes och familjen lospindlar.
Artens utbredningsområde är Etiopien. Inga underarter finns listade i Catalogue of Life.